# Российская оккупация Донецкой области
Российская оккупация Донецкой области в ходе российско-украинской войны началась 7 апреля 2014 года с объявлением о создании самопровозглашённой Донецкой Народной Республики. 30 сентября 2022 года ДНР подписала договор «о вхождении в состав России», и Россия формально аннексировала всю территорию Донецкой области Украины.
Россия проводит политику насильственной русификации на оккупированных ею территориях области — в школах преподают только на русском языке даже в полностью украиноязычных населённых пунктах. Украинские учебники оказались под запретом, а желающие учиться на украинском вынуждены делать это втайне от оккупационных властей.

## История
Оккупация началась российскими отрядами, вторгшимися в апреле 2014 года на территорию Донбасса после захвата Российской Федерацией Крыма, серии пророссийских выступлений в Украине и провозглашения государственного суверенитета ДНР.
Боевые действия войны в Донбассе начались с захвата 12 апреля 2014 года российскими отрядами, управляемыми офицерами спецслужб РФ, украинских городов — Славянска, Краматорска и Дружковки, где захваченным в отделениях МВД оружием российские диверсанты вооружили местных коллаборантов, которых приняли в свои ряды. В условиях непротивления местных силовых структур Украины, а иногда и открытого сотрудничества, небольшие штурмовые отряды российских диверсантов в последующие дни взяли под контроль городок Горловку и другие города Донецкой и Луганской областей.
21 февраля 2022 года президент РФ Владимир Путин подписал указы о признании ДНР и ЛНР, а также договоры о дружбе, сотрудничестве и взаимной помощи России с ними. Указами, в частности, предусмотрено, что российские вооруженные силы должны будут «обеспечить поддержание мира» на территории ДНР и ЛНР до момента заключения договоров о дружбе, сотрудничестве и взаимной помощи.
22 февраля 2022 года глава МИД России Сергей Лавров заявил, что право на суверенитет должно соблюдаться в отношении государств, представляющих весь народ, проживающий на их территории. Украина, по его мнению, с 2014 года к таковым не относятся. В этот же день были ратифицированы договоры о признании, сотрудничестве и взаимопомощи республикам Донбасса обеими палатами Федерального собрания РФ Государственной Думой и Советом Федерации, а также парламентами ДНР и ЛНР.
Российская Федерация и ДНР пытались закрепить свою оккупацию на востоке Украины политическими и экономическими средствами, вероятно, пытаясь интегрировать эти территории в существующие сепаратистские республики или создать новые. С другой стороны, украинские мирные жители начали организовывать движения сопротивления.
Аннексия Донецкой Народной Республики Россией была объявлена 30 сентября 2022 года после проведения фиктивных референдумов о вхождении в состав России.
В ночь на 28 октября 2023 года в контролируемой властями РФ Волновахе были убиты девять человек, включая двоих детей. Убийство было совершено ночью, тела убитых находятся в кроватях. Соседи и родственники утверждают, что убийство совершил российский военный. По различным сообщениям, военный из Чечни хотел забрать у семьи или спиртное, или дом.

## Оккупационная администрация
7 апреля 2014 года в здании Донецкой ОГА прошёл Народный Совет Донецкой Народной Республики.

## Движение сопротивления
На территории, контролируемой ДНР, украинское сопротивление действует с 2014 года. В течение 2014—2017 годов партизаны регулярно совершали патриотические акции, по распространению листовок, наклеек, вывешиванию украинских флагов в публичных местах. На оккупированной территории регулярно взрывали памятники сепаратистам и их символы.
Одной из целей партизан также стали коллаборанты: на чиновников, перешедших на сторону ДНР, был совершен ряд покушений. Так, в марте 2015 года в Донецке неизвестные расстреляли в автомобиле депутата Народного совета ДНР Романа Возника. А 31 августа 2018 года в Донецке взрывом бомбы в кафе «Сепар» был убит глава ДНР Александр Захарченко.
29 июля 2022 года советник мэра Мариуполя Пётр Андрющенко сообщил, что украинские партизаны подожгли зерновые поля возле города, чтобы зерно не досталось врагу.